# Dom Feliciano
Dom Feliciano is een gemeente in de Braziliaanse deelstaat Rio Grande do Sul. De gemeente telt 15.300 inwoners (schatting 2009).

## Aangrenzende gemeenten
De gemeente grenst aan Amaral Ferrador, Camaquã, Chuvisca, Encruzilhada do Sul, Pantano Grande en São Jerônimo.